# Пяски (Радомщанський повіт)
Пя́ски (пол. Piaski) — село в Польщі, у гміні Ґідле Радомщанського повіту Лодзинського воєводства.
Населення — 242 особи (2011).
У 1975—1998 роках село належало до Ченстоховського воєводства.

## Демографія
Демографічна структура станом на 31 березня 2011 року:
|          | Загалом | Допрацездатний вік | Працездатний вік | Постпрацездатний вік |
| -------- | ------- | ------------------ | ---------------- | -------------------- |
| Чоловіки | 114     | 24                 | 70               | 20                   |
| Жінки    | 128     | 19                 | 70               | 39                   |
| Разом    | 242     | 43                 | 140              | 59                   |